# Maximucinus muirheadae
Maximucinus muirheadae  — вид вимерлих сумчастих ссавців родини Тилацинових (Thylacinidae).

Назва роду походить від лат. maximus — «великий» та грецького «kynos» — «пес». Вид названо на честь др. Жанет Мюрхед (англ. Jeanette Muirhead), 
|  | на знак визнання її значного внеску у вивчення палеонтології тилацинових |

Викопні рештки знайдено в Рінгтейл Сайт, північно-західний Квінсленд і належать до середнього міоцену. Отримана вага тіла 18 кг (похибка 21%), означає, що це був найбільший представник родини тилацинових аж до пізнього міоцену, поступаючись в родині лише тилацину. Вага тіла розрахована за рівняннями поданими в роботі: Myers, T. J. (2001). Prediction of marsupial body mass. Australian Journal of Zoology 49, 99-118.